# 溝状舌
溝状舌（こうじょうぜつ、Fissured Tongue）は、舌背の表面に多数の溝が見られる状態。

## 概要
原因は遺伝性の先天性溝状舌と、全身疾患の局所症状、外傷、感染などの後天性のものがある。主なものは先天性溝状舌である。先天性溝状舌は形成異常、奇形、変形症に該当する疾患に分類され、治療の必要性はないが舌苔がたまりやすく不潔になりやすいため、清潔に保つことが必要である。地図状舌を併発することも多い。

## 頻度
溝状舌の有病率はHalperinの1953年の調査では11歳～20歳で3.58%、Aboyansの1973年の調査では20歳～29歳で2.92%であった。日本人では東北大学の1989年の調査で2.6%であった。